# Comté de Patrick
Pour les articles homonymes, voir Patrick.
Le comté de Patrick est un comté de Virginie, aux États-Unis, fondé en 1791. Après le recensement de 2010, la population était de 18 490 .